# Winter Garden (S.M. Entertainment)
Winter Garden là một dự án đặc biệt bởi SM Entertainment bao gồm các single giáng sinh từ các nghệ sĩ nữ là BoA, f(x) và Red Velvet. Ba single được phát hành vào các ngày khác nhau. f(x) phát hành bài hát đầu tiên vào ngày 15 tháng 12, Red Velvet vào ngày 18 tháng 12 và BoA vào ngày 22 tháng 12

## Bối cảnh và phát hành
SM Entertainment lần đầu công bố dự án single mùa đông thông qua tài khoản Twitter
vào ngày 4 tháng 12 với hình ảnh teaser cho thấy ba con số "15", "18" và "22". SM Entertainment sau đó xác nhận sự tham gia của nhóm nhạc nữ f(x) là người đầu tiên trong 3 nghệ sĩ SM Entertainment trong dự án với những con số là ngày phát hành của 3 single. Vào ngày 7 tháng 12, một teaser ra đã được phát hành để lộ 2 chữ cái khác nhau 'F', 'R' và 'B'. Nó đã cũng như thông báo 2 nghệ sĩ cuối cùng là BoA và Red Velvet.
Bài hát đầu tiên được phát hành là "12:25 "(Wish List)" của f(x). Vào ngày 15 tháng 12 và ngày 14 tháng 12, SM Entertainment thông báo rằng tiêu đề single của Red Velvet là "Wish Tree".

## Singles
"12:25 (Wish List)" (Hangul: 12시 25분) là một bài hátelectronic pop đã được phát hành vào ngày 15 tháng 12 bởi f(x).
- "Wish Tree" (Hangu:  세가지 소원) phát hành vào ngày 18 tháng 12 bởi Red Velvet. SM Entertainment nói rằng bài hát là một bản pop ballad với một cảm giác ấm áp và âm thanh acoustic.
세가지 소원
"Christmas Paradise" là một bài hát R&B được phát hành vào ngày 22 bởi BoA.

## Quảng bá
SM Entertainment đã phát hành teaser của bài hát thông qua ứng dụng chia sẻ video của họ là Everyshot. Công ty cũng đã mời các fan hâm mộ tham gia sự kiện  Everyshot WINTER GARDEN. Trong đó các fan có thể làm các video với các teasers cho 2 bài hát mà họ phát hành và đăng nó thông qua ứng dụng.
Để quảng bá cho 3 single, f(Amber,Luna) và Seulgi vàWendy của Red Velvet đã tham gia vào một show đã được phát sóng trên Naver V app một tiếng trước khi single của Red Velvet phát hành. Bốn cô gái nói về những hoạt động của nhóm mình trong năm qua và quảng bá cho các single trong đó có BoA. Red Velvet cũng đã trình diễn trực tiếp "Wish Tree" trên Music Bank vào ngày 25 tháng 12.

## MV
Vào ngày 22 tháng 12, SM Entertainment  phát hành MV cho mỗi bài hát cho chiến dịch 'Smile for U'.